# 蓋瑞·格雷

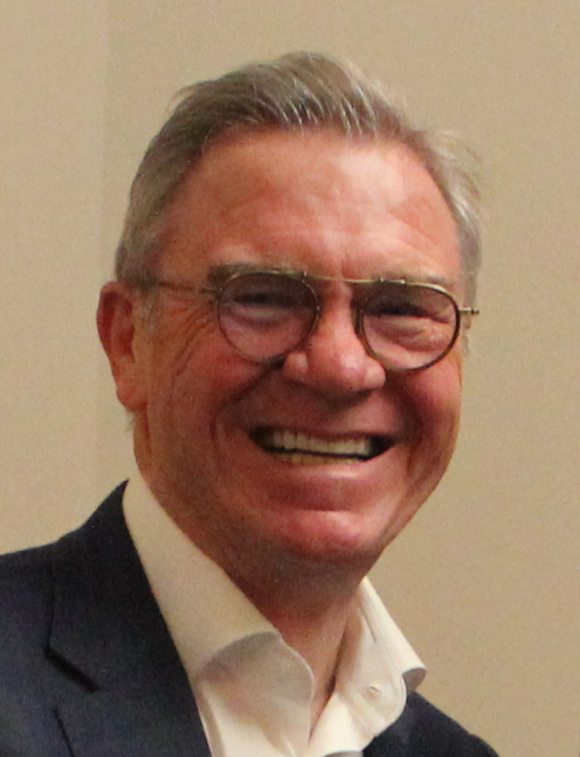

蓋瑞·格雷（Gary Gray，1958年4月30日—）是一位澳洲政治人物，他的黨籍是澳洲工黨。自2007年至2016年，他是布蘭德選區選出的澳大利亞眾議院的議員。他在1974年加入工黨。